# Sclerurus guatemalensis
A Sclerurus guatemalensis a madarak (Aves) osztályának verébalakúak (Passeriformes) rendjébe és a fazekasmadár-félék (Furnariidae) családjába tartozó faj.

## Rendszerezése
A fajt Gustav Hartlaub német ornitológus írta le 1844-ben, a Tinactor nembe, Tinactor guatemalensis néven, innen sorolták át.

## Alfajai
- Sclerurus guatemalensis ennosiphyllus Wetmore, 1951
- Sclerurus guatemalensis guatemalensis (Hartlaub, 1844)
- Sclerurus guatemalensis salvini Salvadori & Festa, 1899[2]

## Előfordulása
Mexikó, Belize, Costa Rica, Guatemala, Honduras, Nicaragua, Panama, Ecuador és Kolumbia területén honos.  A természetes élőhelye szubtrópusi és trópusi síkvidéki és hegyi esőerdők.

## Megjelenése
Átlagos testhossza 18 centiméter, testtömege 29-38 gramm.

## Életmódja
Gerinctelenekkel táplálkozik.

## Külső hivatkozások
- Képek az interneten a fajról
- Internet Bird Collection - videók a fajról